# 小渕 (春日部市)
小渕（こぶち）は、埼玉県春日部市の町丁。現行行政地名は小渕のみ。丁番の設定のない単独町名である。住居表示未実施地区。郵便番号は344-0007。小渕は小淵とも記される場合がある。

## 地理
埼玉県の東部地域で、春日部市北部の利根川（大落古利根川）が造り出した沖積平野に位置する。
区の多くは西部を中心に自然堤防の微高地に位置するが、東部の一部に後背湿地、中央部の一部に氾濫平野も見られる。
東側で不動院野、南側八丁目、西側で梅田や梅田本町、北側で南埼玉郡宮代町川端や北葛飾郡杉戸町本郷と隣接する。
北部の小渕砂丘や小渕小学校の周辺が市街化調整区域に指定されている。そのほかは市街化区域に指定され、国道16号より北側は主に準工業地域、南側は主要な通りの沿道は準住居地域または第二種住居地域で、それ以外は第一種住居地域となっている。

### 河川
- 大落古利根川
- 旧倉松落
- 南側用水路

### 地価
住宅地の地価は、2024年（令和6年）の公示地価によれば、小渕1107番地5の地点で7万4,200円/m2となっている。

## 歴史
もとは江戸期より存在した下総国葛飾郡幸手領に属する小淵村であった。寛永年間（1624年〜1645年）頃に武蔵国葛飾郡に属されたと思われる。古くは田宮荘の内にあったと云う。
村高は正保年間の『武蔵田園簿』では503石余（田266石余、畑237石余）、『元禄郷帳』によると636石余、『天保郷帳』によると637石余、『旧高旧領取調帳』によると625石余であった。助郷は日光街道粕壁宿に出役していた。化政期の戸数は114軒で、村の規模は東西11町余、南北15町余であった。
地名は利根川の深い大淵の様子から「巨淵」と称されていたのが訛化して「小淵に」なったものと云われている。
- はじめは幕府領、1700年（元禄13年）より幕府領の一部が旗本酒井氏の知行となる[5]。
- 1659年（万治2年）に倉松落（現、旧倉松落）が開削される[10]。
- 幕末の時点では武蔵国葛飾郡に属し、明治初年の『旧高旧領取調帳』の記載によると、代官・小笠原甫三郎支配所が管轄する幕府領、および旗本酒井安房守の知行であった[11]。
- 1868年（慶応4年）6月19日  - 代官支配地が下総知県事・佐々布直武（熊本藩士）の管轄となる。
- 1869年（明治2年）1月13日 - 下総知県事・水筑竜の管轄区域に葛飾県[11]を設置（葛飾郡も参照）。県庁は葛飾郡加村字坂之下に置かれる。
- 1871年（明治4年）11月13日 - 第1次府県統合により武蔵国葛飾郡のうち大場川および小合溜井以北の区域が埼玉県の管轄となる。
- 1873年（明治6年） - 観音堂の古堂に公立小学校の第五区小淵小学校（現、春日部市立幸松小学校）を設置する[5][12]（1891年〈明治25年〉6月大字樋籠に移転。）。
- 1879年（明治12年）3月17日 - 郡区町村編制法により成立した北葛飾郡に属す。郡役所は杉戸宿に設置。
- 1889年（明治22年）4月1日 - 町村制施行に伴い、小淵村、八丁目村、不動院野村、樋籠村、新川村、樋堀村、牛島村が合併し、北葛飾郡幸松村が成立[13]。小淵村は幸松村の大字小淵（小渕[14]）となる。
- 1940年（昭和15年） - 倉松落の排水不良を改善するため、1933年（昭和8年）に着手された新倉松川（現倉松川）の河川改修が完了し、流路が付け替えられる[15]。従来の流路は旧倉松落となる。
- 1947年（昭和22年）9月 - カスリーン台風の襲来により大きな被害を受ける[5]。
- 1954年（昭和29年）7月1日 - 南埼玉郡春日部町、豊春村、武里村、北葛飾郡豊野村と合併し、市制を施行して春日部市となる[16][17]。春日部市の大字となる。
- 1967年（昭和42年） - 地内に岩槻春日部バイパスが供用を開始する。
- 1975年（昭和50年）4月30日 - 地内に春日部野田バイパスが暫定2車線で供用を開始する。
- 1978年（昭和53年）3月31日 - 地内に小渕保育園が設立（認可）される[18]。
- 1979年（昭和54年）2月28日 - 地内に桃園幼稚園が創立される。
- 1980年（昭和55年）
  - 3月 - 地内に春日部小渕団地が開設する。
  - 4月 - 地内に春日部市立小渕小学校が開校する[12]。
- 1982年（昭和57年）5月1日 - 地内に幸松第二公民館が開館する[19]。
- 2005年（平成17年）10月1日 - 春日部市が北葛飾郡庄和町と合併し、新たな春日部市が発足、同時に住所標記の簡略化のため市内の大字が廃止され[20]、大字小渕は丁番の設定のない小渕となる[21]。
- 2006年（平成18年）6月 - 地内に首都圏外郭放水路およびその付帯施設が完成する。

### 存在していた小字
- 前田・内田・山下・中島[22]

## 世帯数と人口
2024年（令和6年）1月1日現在の世帯数と人口は以下の通りである
| 丁目 | 世帯数    | 人口    |
| ---- | --------- | ------- |
| 小渕 | 4,524世帯 | 9,417人 |

## 小・中学校の学区
市立小・中学校に通う場合、学区は以下の通りとなる。
| 丁目 | 番地 | 小学校               | 中学校             |
| ---- | --- | -------------------- | ------------------ |
| 小渕 | 1番地 - 184番地1、185番地2、197番地2 - 198番地1、199番地 - 216番地1、217番地2、391番地2、392番地 - 432番地、645番地 - 648番地、656番地 - 657番地、659番地 - 664番地、666番地、668番地 - 672番地、676番地2、678番地 - 679番地、684番地、686番地、690番地 - 709番地、715番地 - 753番地、825番地 - 827番地、829番地 - 836番地、839番地、859番地 - 860番地、874番地 - 876番地、878番地、883番地、1067番地、1073番地、1077番地、1084番地、1087番地、1412番地 - 1522番地                                          | 春日部市立幸松小学校 | 春日部市立東中学校 |
| 小渕 | 184番地3 - 185番地1、186番地 - 197番地1、198番地2、216番地2 - 217番地1、218番地 - 391番地1、391番地5、433番地 - 644番地、649番地 - 655番地、673番地 - 675番地、677番地、680番地 - 683番地、685番地、687番地 - 689番地、710番地 - 714番地、754番地 - 824番地、828番地、837番地 - 838番地、840番地 - 858番地、861番地 - 873番地、877番地、879番地 - 882番地、884番地 - 1066番地、1068番地 - 1072番地、1074番地 - 1076番地、1079番地 - 1083番地、1085番地 - 1086番地、1088番地 - 1411番地、1541番地 - 2179番地 | 春日部市立小渕小学校 | 春日部市立東中学校 |

## 交通
地内に鉄道は敷設されていない。最寄り駅は東武鉄道伊勢崎線（東武スカイツリーライン）北春日部駅で、小渕1107番地5の地点よりおよそ950 m離れている。

### 道路
- 国道4号（日光街道）
- 国道16号（岩槻春日部バイパス・春日部野田バイパス）
- 埼玉県道319号惣新田春日部線

### バス
地内に路線バスの路線は設定されていない。
- 春日部市コミュニティバス「春バス」

粕壁 - 幸松地区ルート
地内に「幸松第二公民館」・「春日部サンハイツ」・「春日部市場」・「小渕団地」・「梅原病院」・「小渕」・「小渕橋東」停留所が設置されている。以前は「春日部市場北」・「小渕北」・「幸楽荘東」にも停車していたが、2024年1月3日限りで廃止およびルートが変更され、その引き換えとして「小渕橋東」停留所を「小渕」停留所に改名の上でやや東寄りに移設、および小渕橋により近い場所に新たな「小渕橋東」停留所が新設された（詳細は当該項目を参照）。

## 地域

### 寺社・史跡
地内に隣村の不動院野村の名前の由来となった「不動院」が明治40年頃まで浄春院と観音院の間辺りに鎮座していたが、東京府南葛飾郡砂村に移転した。その後は東京大空襲の戦火に遭うなど紆余曲折を経て東京都台東区の正宝院に併合され、現在に至る（浄春院も参照）。
- 小淵砂丘
  - 不二山浄春院 - 小淵砂丘上に所在
  - 鷲神社（村社） - 百余尊権現社
- 小淵山観音院
- 小渕一里塚跡（旧日光街道） - 惣新田春日部線

### 公園・緑地
- 小渕第1公園
- 小渕第1緑地
- 小渕第2緑地
- 小渕第3緑地
- 小渕彩龍公園
- 小渕団地児童公園
- 小渕山下運動広場
- 小渕ちびっこ広場
- 小渕前田ちびっ子広場

### 施設
- 春日部市立小渕小学校
- 桃園幼稚園
- 小渕保育園
- 春日部小渕郵便局
- 春日部警察署 幸松交番
- 幸松第二公民館
- 首都圏外郭放水路大落古利根川流入施設
- 高齢者福祉センター幸楽荘

幸松地区集会所
- 春日部自動車教習所
- さいたま春日部市場
- 春日部小渕団地